# 並木頼寿
並木 頼寿（なみき よりひさ、1948年4月27日 - 2009年8月4日）は、日本の歴史学者、東京大学教授。専門は中国史。

## 経歴
1948年、新潟県南魚沼市（旧大和町）で生まれた。新潟県立六日町高等学校を卒業し、東京大学文学部第二類に入学した。東洋史学専修で学び、1973年に卒業。東京大学大学院に進み、 1976年に修士課程を修了した。
1982年、東海大学文学部講師に就任。その後、同助教授に昇格。1988年に東京大学教養学部助教授に転じ、1995年に同教授に昇格した。その後、東京大学大学院総合文化研究科教授。
学界では、2004年から2008年まで、日本現代中国学会事務局長、副理事長を務めた。病を得つつ教鞭をとっていたが、2009年8月4日、胃がんにより東京都内の病院で死去。

## 研究内容・業績
専門は中国近代史。上海の復旦大学に並木頼寿文庫が設けられている。

## 著作
単著
- 『日本人のアジア認識』山川出版社(世界史リブレット) 2008
- 『捻軍と華北社会－近代中国における民衆反乱』研文出版 2010

著作集
- 『並木頼寿著作選』(全2巻) 研文出版(研文選書) 2010-2012

1. Ⅰ『東アジアに「近代」を問う』2010年
2. Ⅱ『近現代の日中関係を問う』2012年

共著
- 『中華帝国の危機』(世界の歴史 19) 井上裕正と共著, 中央公論社 1997
  - 文庫化 中公文庫 2008年

共編著
- 『近代中国研究案内』小島晋治と共編著, 岩波書店 1993
- 『20世紀の中国研究－その遺産をどう生かすか』小島晋治・大里浩秋と共編著, 研文出版 2001
- 『大人のための近現代史－19世紀編』三谷博・月脚達彦と共編著, 東京大学出版会 2009
- 『新編原典中国近代思想史 1・開国と社会変容』(全7巻) 編集委員, 岩波書店 2010
- 『近代中国・教科書と日本』編著, 研文出版 2010

訳書
- 『江南農村の工業化－"小城鎮"建設の記録 1983～84』費孝通著, 研文出版 1988
- 『入門中国の歴史－中国中学校歴史教科書』(世界の教科書シリーズ 5) 明石書店 2001